# Papuk
Papuk er det største bjerg i regionen Slavonien i det østlige Kroatien, nær byen Požega. Det strækker sig mellem Bilogora mod nordvest, Krndija mod øst og Ravna gora og Psunj mod sydvest.
Den højeste top er den eponyme top på 953 moh.
Området Papuk er udpeget som en naturpark (park prirode ), en slags beskyttet område i Kroatien.
Ved den syvende European Geopark Network Open Conference, arrangeret af North West Highlands Geopark i september 2007, blev Papuk Geopark den første kroatiske Geopark og 30. medlem af det europæiske og UNESCO Global Geoparks Network.
Geopark Papuk blev tildelt licens anden gang fra UNESCO i 2011.

## Papuk Geopark
Papuk Geopark geopark i Kroatien ligger i to distrikter Požega-Slavonia og Virovitica-Podravina omfatter højlandsskove i Papuk- og Krndija-bjergene og kanter af landbrugsområder. Det samlede areal af Geoparken er 336 km2. I september 2007, blev Papuk Geopark den første kroatiske geopark (et område med en udtrykt geologisk arv og en strategi for en bæredygtig økonomisk udvikling). og det 30th medlem af European Geoparks Network og medlem af UNESCO-støttede Global Geoparks Network.
Papuk-bjergene hører til Slavoniens højland, som ligger i Pannonien, et lavtliggende område i Slavonien. Selvom det Slavoniske højland ikke er højere end 1.000 meter, er deres tilstedeværelse meget mærkbar i landskabet. Dette skyldes, at de omkringliggende alluviale marker er omkring 100 meters højde, mens bjergskråningerne kun er 100 m over markerne. Højlandet er for det meste dækket af skove, hvilket adskiller dem fra det omgivende landskab.
Inden for Slavoniens højland strækker Papuk-bjerget sig fra vest til øst og er det mest rummelige og mest interessante bjerg . Fra hovedbjergryggen er der to udløbere og en trakt, der afvandes af et bassin i retning nord syd. Tinderne Točak (887 m), Papuk (953 m), Ivačka glava (913 m), Češljakovački vis (820 m) og Kapovac (792 m) er spredt ud kontinuerligt og virker som et dræningsskel mellem de talrige bifloder, der løber til floden Drava mod nord, og floden Sava mod syd.